# 云南壮鼠
云南壮鼠（学名：Hadromys yunnanensis），一种分布于中华人民共和国云南省德宏州地区的啮齿动物，隶属于鼠科壮鼠属（硕鼠属）。其种加词 yunnanensis 意为“云南的”。

## 分类地位
本种最早发现于云南德宏瑞丽县，最初认定为休氏壮鼠（Hadromys Humei）云南亚种，之后有学者将本种修订为独立种。

## 形态特征
正模标本成年雄性，体长132毫米，尾长126毫米，重57克。体背黑褐色，体侧黄灰色，腰臀部两侧和尾基部锈棕色。腹部白色，背腹毛色有明显分界。